# 谷本真規
谷本 真規（たにもと まき）は、ボイストレーナー、発声研究家、作曲家、編曲家、ミュージカル俳優。

## 人物
北海道旭川市出身。高校卒業後上京、都内ライブハウスにてバンド活動を始める。その後、作曲家・編曲家としてデビュー。ゲームミュージック、イメージCD、舞台音楽等を多数手がける。その後ミュージカル俳優に転身。劇団四季の舞台等を経験。現在ボイストレーナー、発声研究家。Voice Groove原宿ナチュラルヴォイス研究所主宰。

## 略歴
バンド活動中に慢性の声帯炎に悩み、二十歳でボイストレーニングの研究にのめり込み、以後ライフワークとなる。噛み合わせの研究やアレクサンダーテクニーク、フェルデンクライス等の身体のワークの研究と共にナチュラルヴォイスをベースにしたボイストレーニングを開発。
2015年7月13日にナツメ社より、ボイストレーニングについての書籍『美しい高音が出せるナチュラルボイス・トレーニング』を出版。

## 主要WORKS

### 学校講師
- 尚美ミュージックカレッジ専門学校
- 専門学校ミューズ音楽院
- エイベックス・アーティストアカデミー
- JBG音楽院 etc…

### レッスン担当アーティストの所属プロダクション
- エイベックス・マネジメント
- ホリプロ
- A-PLUS
- チャームサイド
- ツーファイブ etc…